# Edward Delaval
Edward Hussey Delaval (1729 - 14 augustus 1814), was een Brits wetenschapper die bekend werd vanwege zijn onderzoek naar metalen en glas. Daarvoor werd hem in 1766 de  Copley Medal toegekend. Deze wetenschapsprijs van de Royal Society, de Britse academie van wetenschappen, moest Delaval dat jaar delen met Henry Cavendish en William Brownrigg.
Delavals interesse in glas ging verder dan alleen de natuurkundige kenmerken ervan, daar hij ook het gebruik van glas in de muziek bestudeerde. Zij optredens met muziekinstrumenten van glas waren vermaard en hebben mogelijk Benjamin Franklin geïnspireerd bij de bouw van diens glasharmonica.